# Sean Jones (Musiker)

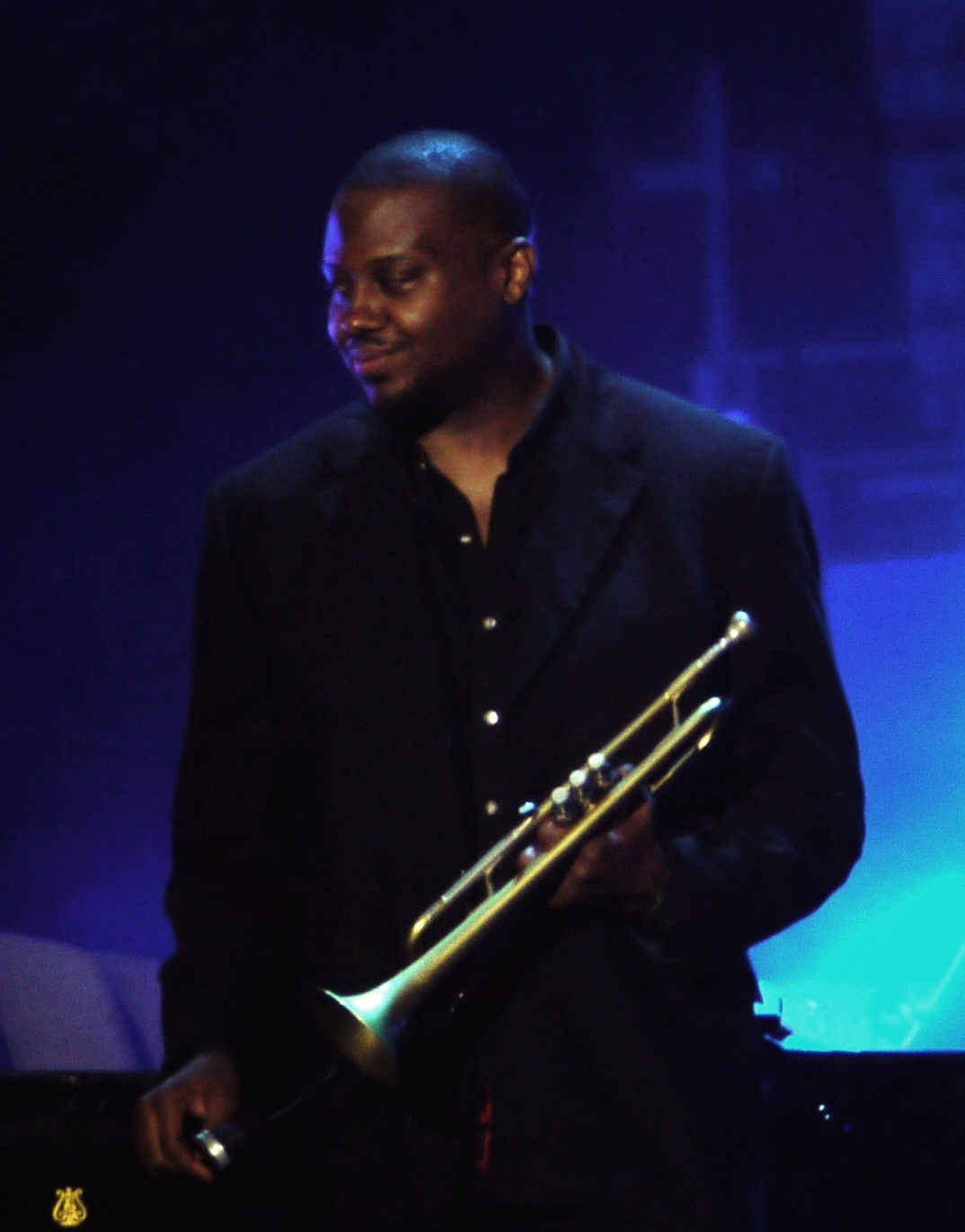
Sean Jones

Sean Jones (* 29. Mai 1978 in Warren, Ohio) ist ein US-amerikanischer Jazztrompeter.

## Leben und Wirken
Jones wuchs im Nordosten von Ohio auf; dort war er als künstlerischer Leiter sowohl des Pittsburgh als auch des Cleveland Jazz Orchestra tätig. Er studierte zunächst an der Youngstown State University in Ohio bis zum Bachelor, um dann seinen Master an der Rutgers University zu machen. Sein Spiel ist beeinflusst von Clifford Brown, Freddie Hubbard und Woody Shaw.
Nach seinem Umzug nach New York City arbeitete er ab Ende der 2000er-Jahre als Solo-Trompeter im Jazz at Lincoln Center Orchestra, außerdem mit Joe Lovano, Jimmy Heath, Marcus Miller, Ron Blake, Ralph Bowen, Ted Nash, Steve Turre, Gerald Wilson und in eigenen Bandprojekten. Im Bereich des Jazz war er Tom Lord zufolge zwischen 1997 und 2023 an 83 Aufnahmesessions beteiligt, u. a. bei Makaya McCravens In the Moment (2015), Dr. Lonnie Smiths Breathe (2021) und Emmet Cohens Uptown in Orbit (2022). Jones ist Hochschullehrer an der Duquesne University in Pittsburgh.

## Diskographische Hinweise
- Eternal Journey (Mack Avenue Records, 2004), mit Orrin Evans, Mulgrew Miller, Charles Fambrough, Ralph Peterson
- Gemini (Mack Avenue, 2005), mit Andre Hayward, Tia Fuller, Ron Blake, Walter Smith III, Orrin Evans, Mulgrew Miller, Kenny Davis, E. J. Strickland, Corey Rawls
- Roots (Mack Avenue, 2006), mit Tia Fuller, Eddie Howard, Orrin Evans, Luques Curtis, Obed Calvaire, Jerome Jennings
- Kaleidoscope (Mack Avenue, 2007), mit Tia Fuller, Walter Smith III, Orrin Evans, Obed Calvaire, Gretchen Parlato
- The Search Within (Mack Avenue, 2008), mit Erica von Kleist, Grégoire Maret, Orrin Evans, Luques Curtis,  Obed Calvaire
- No Need for Words (Mack Avenue, 2011)
- Live from Jazz at the Bistro (Mack Avenue, 2017)